# Krajowy rejestr infrastruktury
Krajowy rejestr infrastruktury (RINF) – rejestr infrastruktury kolejowej, a także bocznic kolejowych eksploatowanych na terytorium Rzeczypospolitej Polskiej. Gromadzone są w nim dane umożliwiające identyfikację bocznic kolejowych oraz określonych części infrastruktury kolejowej wraz ze wskazaniem charakterystyki i parametrów technicznych podsystemów strukturalnych, z których te części się składają.
Rejestr prowadzony jest przez Prezesa UTK, w postaci elektronicznej i zgodnie z przepisami wydanymi przez Komisję Europejską dotyczącymi wspólnej specyfikacji rejestru infrastruktury kolejowej.
Zarządcy i użytkownicy bocznic kolejowych obowiązani są do przekazywania Prezesowi UTK danych dotyczących zarządzanej przez nich infrastruktury kolejowej oraz bocznic kolejowych, które podlegają publikacji w krajowym rejestrze infrastruktury.